# Marigny-le-Châtel
Marigny-le-Châtel é uma comuna francesa na região administrativa de Grande Leste, no departamento de Aube. Estende-se por uma área de 20,31 km². Em 2010 a comuna tinha 1 799 habitantes (densidade: 88,6 hab./km²).